# 高瀬淳一
高瀬 淳一（たかせ じゅんいち、1958年 - ）は、日本の政治学者。専門は、情報政治学・サミット研究。名古屋外国語大学名誉教授。

## 略歴
東京都生まれ。早稲田大学政治経済学部卒業後、同大学院政治学研究科博士課程単位取得退学。
名古屋外国語大学・同大学院教授。同大学グローバル共生社会研究所長を経て、2025年4月より同大名誉教授。

## プロフィール
専門は情報政治学。言葉や情報の政治的利用を中心に、現代の日本の民主政治のあり方について研究している。著作や新聞評論等では、政治家の演説やリーダーシップ・スタイルの分析のほか、不利益分配時代の政治のあり方、政党政治、ネット選挙などについても発言している（外部リンク参照）。
G7（主要国主要会議）の研究者としても知られ、国内開催の各サミットでは多くのマスメディアに登場した。
公務員試験の受験指導者としても知られ、多くの著書がある。

## 著書

### 単著
- 『情報と政治』（新評論, 1999年）
- 『サミット――主要国首脳会議』（芦書房, 2000年）
- 『武器としての＜言葉政治＞――不利益分配時代の政治手法』（講談社［講談社選書メチエ］，2005年）ISBN 4062583437
- 『情報政治学講義』（新評論，2005年）
- 『「不利益分配」社会――個人と政治の新しい関係』（筑摩書房［ちくま新書］，2006年）
- 『できる大人はこう考える』（筑摩書房［ちくま新書］，2008年）
- 『政治家を疑え』 （講談社，2009年）
- 『サミットがわかれば世界が読める』（名古屋外国語大学出版会，2015年）

### 共著
- 砂田一郎・薮野祐三編『比較政治学の理論』（学校法人東海大学出版会|東海大学出版会，1990年）
- 熊田喜三男編『情報時代の社会・経営』（学文社, 1995年）
- 竹尾隆・井田正道編『政治学の世界』（八千代出版，1997年）
- 今村浩・三好陽編『巨大国家権力の分散と統合――現代アメリカの政治制度』（東信堂，1997年）
- 中野実編『リージョナリズムの国際政治経済学』（学陽書房，2001年）
- 青木一能・大谷博愛・中邨章編『国家のゆくえ』（芦書房，2001年）

### 共編著
- New Directions in Global Political Governance: the G8 and International Order in the Twenty-first Century, co-edited with John J. Kirton, (Ashgate, 2002).

### 公務員試験関連著作

#### 単著
- 『行政5科目まるごとパスワードneo』（実務教育出版，2012年）
- 『行政5科目まるごとインストールneo』（実務教育出版，2012年）
- 『行政5科目まるごとパスワード』（実務教育出版，1996年／改訂版，2001年）
- 『行政5科目まるごとインストール』（実務教育出版，2000年／改訂版，2001年）
- 『スピード解説　国際関係』（実務教育出版, 2017年）
- 『はじめて学ぶ国際関係』（実務教育出版，1997年／改訂版, 2006年）
- 『20日間で学ぶ国際関係の基礎』（実務教育出版，2002年／改訂版, 2005年）
- 『国際関係の頻出問題』（実務教育出版, 1996年）
- 『専門科目別問題集　国際関係』（実務教育出版, 1997-2002年に各年版を出版）

#### 編著・編集代表・執筆責任者
- 『公務員試験　速攻の時事』（実務教育出版，2001年-　年度版）
- 『公務員試験　速攻の時事　実戦トレーニング編』（実務教育出版，2005年-　年度版）
- 『教員採用試験　速攻の時事』（実務教育出版，2007年-2015年度版）
- 『公務員試験　速攻の「政策論」』（実務教育出版，2012-2015年　年度版）
- 『公務員試験　論文・面接で問われる行政課題・政策論のポイント』（実務教育出版，2016年-　年度版）

#### 共著
- 『最新データ比較政治ハンドブック――日・米・欧各国の政治制度と政治過程』（近裕一共著, 実務教育出版, 1990-2000年に各年版を出版）
- 『まるごとナビゲーション世界の政治・日本の政治』（近裕一共著, 実務教育出版, 2001年）

## 最近の主なTV出演
- 2009年度 フジテレビ，情報プレゼンター とくダネ!　隔週月曜日コメンテーター
- 2009年 9月 6日（日） 09:00〜10:00 NHK総合 NHK日曜討論
- 2012年 7月 1日（日） 09:00〜10:00 NHK総合 NHK日曜討論
- 2014年12月21日（日） 09:00〜10:00 NHK総合 NHK日曜討論「衆院選　自公2/3維持 日本政治の行方は」
- 2016年7月17日（日） 09:00〜10:00 NHK総合 NHK日曜討論